# Politisches Testament Adolf Hitlers

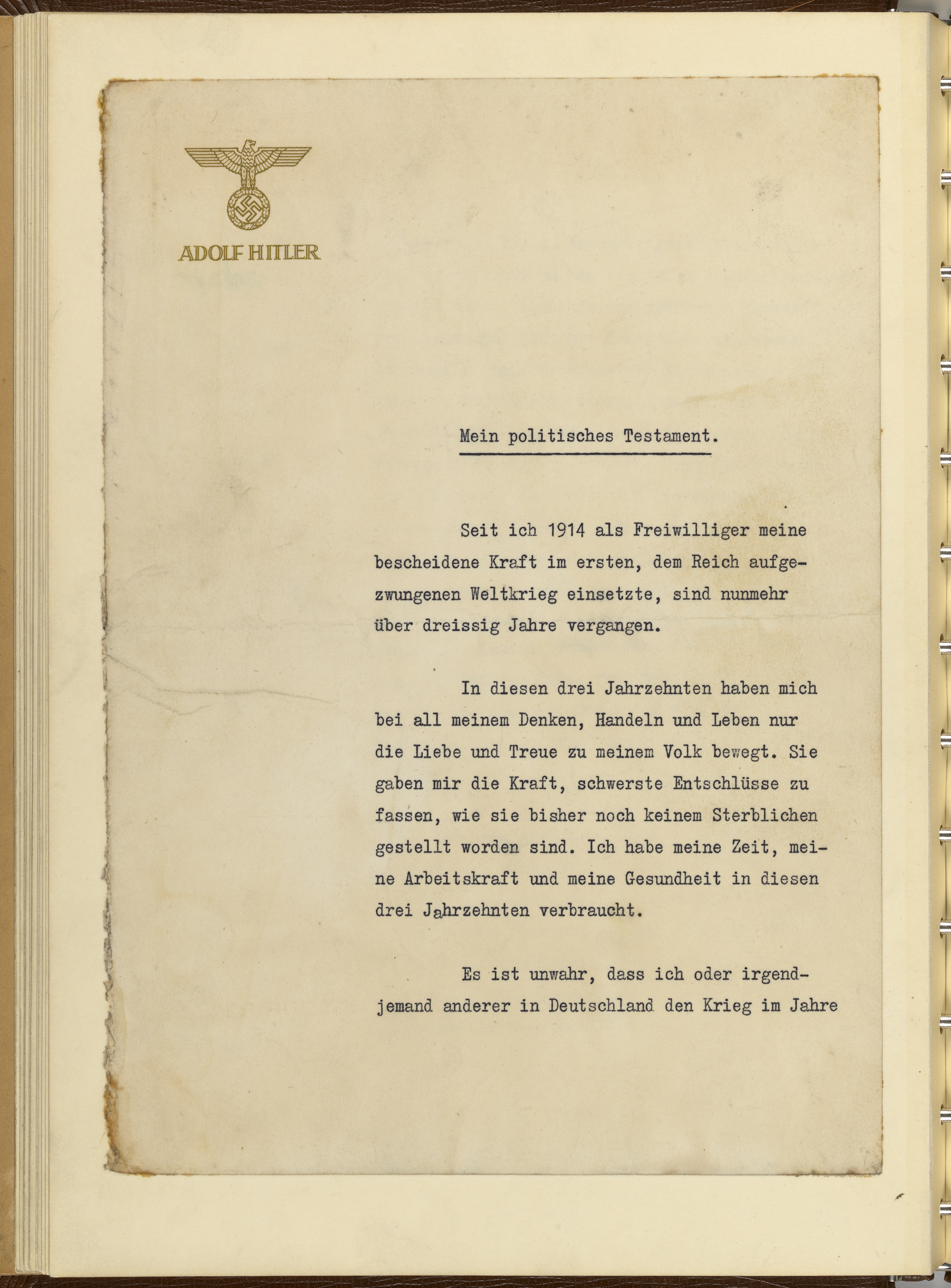
Politisches Testament (Seite 1)

Als „Mein politisches Testament“ betitelte Adolf Hitler ein Schriftstück, das er am 29. April 1945, dem Vortag seines Suizids, unmittelbar vor seinem Privattestament verfasste. Es wurde im Nürnberger Prozess gegen die Hauptkriegsverbrecher als politisches Testament Adolf Hitlers bekannt.
Darin gab er einem angeblichen Weltjudentum die Schuld am Zweiten Weltkrieg, um die von ihm betriebene Vernichtung der europäischen Juden zu rechtfertigen. Seinen beabsichtigten Suizid erklärte er zum Selbstopfer, das von den Wehrmachtssoldaten Kampf bis zum Tod fordere. Er setzte eine Nachfolgeregierung ein und verpflichtete sie, den Krieg mit allen Mitteln fortzusetzen. Er forderte von ihr und den Deutschen, die Ziele des Nationalsozialismus langfristig zu verwirklichen, vor allem die Nürnberger Gesetze einzuhalten und dem „Weltvergifter aller Völker“ weiter „unbarmherzigen Widerstand“ zu leisten. Damit umschrieb er, dass die Deutschen die Juden über seinen Tod hinaus vollständig vernichten sollten.
Ein gleichlautender Buchtitel bezieht sich auf die in der Literatur umstrittenen Bormann-Diktate vom 4. bis 26. Februar und 2. April 1945. Diese hat Hitler nicht als „politisches Testament“ bezeichnet.

## Historischer Kontext
Am 16. April 1945 begann die Schlacht um Berlin als letzte Phase des von Deutschland längst verlorenen Krieges. Trotz klarer Einsicht in die Niederlage war das NS-Regime nicht zur Kapitulation bereit. Seine Spitzen Hitler, Wilhelm Keitel, Alfred Jodl und andere erteilten weiterhin verbrecherische und großenteils unausführbare Befehle und entließen Untergebene, welche den Gehorsam verweigerten. So forderte die Schlacht bis zu ihrem Ende am 2. Mai 1945 nochmals an die 200.000 Kriegstote, darunter zehntausende Zivilisten. Hitler versuchte am 16. April, mit seinem letzten Aufruf an die Wehrmachtssoldaten mit gezielter Angstpropaganda Durchhaltewillen zu mobilisieren: Er behauptete, der „jüdisch-bolschewistische Todfeind“ werde die Deutschen ausrotten, ihre Alten und Kinder ermorden, die Frauen zu „Kasernenhuren erniedrigen“ und die Männer nach Sibirien marschieren lassen. Deshalb erhoffe die Bevölkerung von den Soldaten nun, dass „durch eure Standhaftigkeit, euren Fanatismus, durch eure Waffen und unter eurer Führung der bolschewistische Ansturm in einem Blutbad erstickt“ werde. So würden sie nach dem Tod von US-Präsident Franklin D. Roosevelt im letzten Moment eine Kriegswende herbeiführen.
Am 22. April erklärte Hitler bei einer Lagebesprechung im Führerbunker, er werde in Berlin bleiben und sich erschießen, falls die Stadt nicht nochmals freigekämpft werde. In der Nacht des 24. April wurde die Reichskanzlei über dem Führerbunker von Bomben schwer getroffen. Am nächsten Tag schrieb Joseph Goebbels nach seiner Besprechung mit Hitler in sein Tagebuch:

„Würde der Führer in Berlin einen ehrenvollen Tod finden und Europa bolschewistisch werden – in fünf Jahren spätestens wäre der Führer eine legendäre Persönlichkeit und der Nationalsozialismus ein Mythos, weil er durch den letzten großen Einsatz geheiligt wäre und alles Menschliche, was man heute an ihm kritisiert, dann mit einem Schlage abgewischt wäre.“

Hitler erfuhr am 25. April, dass die sowjetischen Truppen den Ring um Berlin geschlossen und dass sowjetische und US-amerikanische Soldaten sich bei Torgau getroffen hatten. Bis dahin hatten die anwesenden Vertreter des NS-Regimes noch auf einen Zerfall der Anti-Hitler-Koalition gehofft, wie ihre von Martin Bormann und Goebbels aufgezeichneten Lagegespräche zeigen. Bis zum 28. April hofften sie auf Entsatztruppen wie die im April 1945 neu aufgestellte Armee Wenck, welche die Rote Armee zurückdrängen, die Stadt teilweise freikämpfen und Hitler einen Fluchtweg offenhalten sollten.
Am 28. April hörte Hitler durch den schwedischen Sender Stockholm Radio von den Geheimgesprächen Heinrich Himmlers mit den Westalliierten und von dessen Angebot, für eine Teilkapitulation auf die weitere Ermordung der ungarischen Juden zu verzichten. Außerdem wurden ihm ein befehlswidriger Waffenstillstand des Waffen-SS-Generals Karl Wolff mit den US-Truppen in Italien und eine Gehorsamsverweigerung des Waffen-SS-Generals Felix Steiner bekannt. Daraufhin ließ er Hermann Fegelein, den SS-Kontaktmann zu Himmler und zudem Schwager Eva Brauns, in dessen Berliner Privatwohnung festnehmen. Ein SS-Standgericht verurteilte Fegelein wegen Fahnenflucht sowie als Mitwisser und Beteiligten von Himmlers Feindkontakten ohne Verhandlung zum Tod. Hitler unterzeichnete das Todesurteil, das dann im Garten der Reichskanzlei vollstreckt wurde. Dieser letzte Mordauftrag Hitlers wird als persönliche Rache an Himmler, den er nicht mehr fassen konnte, und als Angst vor einer Absetzung oder Ermordung durch SS-Angehörige in seiner Umgebung interpretiert.
Hitler wurde im Tagesverlauf benachrichtigt, dass die erhofften Entsatztruppen eingeschlossen und voneinander abgeschnitten waren. Gegen Mitternacht am 28. April heiratete er Eva Braun, die mit ihm in den Tod gehen wollte. Gegen 2:00 Uhr nachts am 29. April verfasste er ein privates und ein politisches Testament. Am Morgen griff die Rote Armee das Zentrum von Berlin an. Außenposten informierten Hitler telefonisch über deren weiteres Vorrücken. Gegen Mittag waren die sowjetischen Panzer nur noch wenige hundert Meter von der Reichskanzlei entfernt. Gegen 22:00 Uhr wurde Hitler die Erschießung seines Verbündeten Benito Mussolini (und dessen Geliebter Clara Petacci) gemeldet, die von Partisanen beim Fluchtversuch in die Schweiz abgefangen worden waren. Dies bestärkte endgültig seinen Suizidentschluss.
Im Verlauf des 30. April verabschiedete sich Hitler von seinen Untergebenen, erlaubte ihnen Ausbruchsversuche, verteilte Giftkapseln und erprobte deren Wirkung an seinem Schäferhund Blondi. Er stellte Wilhelm Keitel, dem Chef des OKW, über Funk noch einige Fragen zum Verbleib der letzten kämpfenden deutschen Armeen und gab Befehle, die Leichen und die Habseligkeiten von ihm und Eva Braun zu verbrennen. Zwischen 15:30 und 15:50 Uhr begingen er und Eva Braun den Suizid.
Seinem Adjutanten Nicolaus von Below zufolge war Hitler seit dem 27. April zum Suizid entschlossen. Sebastian Haffner zufolge reifte sein Entschluss vom 22. bis zum 29. April. Faktoren dafür waren der Zusammenbruch der Front an der Oder am 22. April, die Einkreisung Berlins durch sowjetische Truppen am 25. April, die Nachricht vom Verhalten Himmlers am 28. April und ab dem 29. April die akute Gefahr einer Gefangennahme durch sowjetische Soldaten. Laut seinem Privattestament wollte Hitler mit dem Suizid „der Schande des Absetzens oder der Kapitulation entgehen“.

## Inhalt

### Erster Teil
Zu Beginn behauptete Hitler, ihn habe seit 1914 stets „die Liebe und Treue zu meinem Volk bewegt“. Sie habe ihm die Kraft gegeben, „schwerste Entschlüsse zu fassen, wie sie noch keinem Sterblichen gestellt worden sind“. Dabei habe er Zeit, Kraft und Gesundheit verbraucht. Dann bestritt er jede Schuld am Zweiten Weltkrieg: „Es ist unwahr, daß ich oder irgendjemand anderer in Deutschland den Krieg im Jahre 1939 gewollt haben.“ Stattdessen wies er dem fiktiven „Weltjudentum“ die Kriegsschuld zu:

„Es werden Jahrhunderte vergehen, aber aus den Ruinen unserer Städte und Kunstdenkmäler wird sich der Haß gegen das letzten Endes verantwortliche Volk immer wieder erneuern, dem wir das alles zu verdanken haben: dem internationalen Judentum und seinen Helfern! […]
 Ich habe aber auch keinen Zweifel darüber gelassen, dass, wenn die Völker Europas wieder nur als Aktienpakete dieser internationalen Geld- und Finanzverschwörer angesehen werden, dann auch jenes Volk mit zur Verantwortung gezogen werden wird, das der eigentlich Schuldige an diesem mörderischen Ringen ist: Das Judentum! Ich habe weiter keinen darüber im Unklaren gelassen, dass dieses Mal nicht nur Millionen Kinder von Europäern der arischen Völker verhungern werden, nicht nur Millionen erwachsener Männer den Tod erleiden und nicht nur Hunderttausende an Frauen und Kindern in den Städten verbrannt und zu Tode bombardiert werden dürften, ohne dass der eigentlich Schuldige, wenn auch durch humanere Mittel, seine Schuld zu büßen hat.“

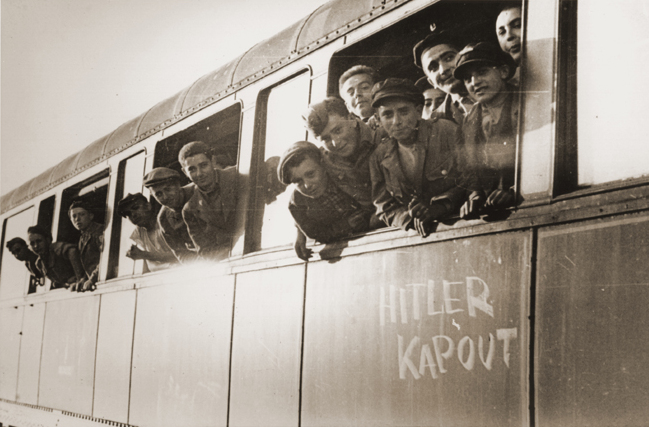
Aus dem KZ Buchenwald befreite jüdische Kinder und Jugendliche: Menschen, die Hitler über seinen Tod hinaus vernichten wollte (Juni 1945)

Damit bezog er sich auf seine Reichstagsrede vom 30. Januar 1939, in der er erstmals als deutscher Reichskanzler die „Vernichtung der jüdischen Rasse in Europa“ angedroht hatte, „wenn es dem internationalen Finanzjudentum in und außerhalb Europas gelingen sollte, die Völker noch einmal in einen Weltkrieg zu stürzen“. Diese Rede war damals in allen NS-Medien verbreitet, als Buch veröffentlicht und im November 1940 auch in den Propagandafilm Der ewige Jude aufgenommen worden, der den Holocaust ideologisch vorbereiten sollte. Auf diese Drohung war Hitler im Kriegsverlauf öffentlich, etwa in Rundfunkreden, immer wieder zurückgekommen.
In den folgenden Passagen nannte Hitler den von ihm selbst begonnenen sechsjährigen Weltkrieg die „ruhmvollste und tapferste Bekundung des Lebenswillens eines Volkes“ und erklärte dann seine Suizidabsicht: Er könne sich nicht von Berlin trennen, aber dem „feindlichen Ansturm“ vom Führerbunker aus nicht länger „standhalten“. Der „eigene Widerstand“ werde „durch ebenso verblendete wie charakterlose Subjekte allmählich entwertet“. Deshalb wolle er sein „Schicksal mit jenem teilen, das Millionen anderer auch auf sich genommen haben“. Zudem wolle er „nicht Feinden in die Hände fallen, die zur Erlustigung ihrer verhetzten Massen ein neues, von Juden arrangiertes Schauspiel benötigen“, sondern seinen Todeszeitpunkt „aus freien Stücken“ dann wählen, wenn der Feind ihn erreicht habe. Dann behauptete er:

„Ich sterbe mit freudigem Herzen angesichts der mir bewussten unermesslichen Taten und Leistungen unserer Soldaten an der Front, unserer Frauen zuhause, den Leistungen unserer Bauern und Arbeiter und der in der Geschichte einmaligen Einsatz unserer Jugend, die meinen Namen trägt.“

Seinem „aus tiefstem Herzen kommenden Dank“ an die Genannten folgte der Appell, sie alle sollten „den Kampf unter keinen Umständen aufgeben“, denn:

„Aus dem Opfer unserer Soldaten und aus meiner eigenen Verbundenheit mit ihnen bis in den Tod, wird in der deutschen Geschichte so oder so einmal wieder der Samen aufgehen zur strahlenden Wiedergeburt der nationalsozialistischen Bewegung und damit zur Verwirklichung einer wahren Volksgemeinschaft.“

Besonders die Oberkommandos von Heer, Luftwaffe und Marine bat er,

„mit äußersten Mitteln den Widerstandsgeist unserer Soldaten im nationalsozialistischen Sinne zu verstärken unter dem besonderen Hinweis darauf, dass auch ich selbst, als der Gründer und Schöpfer dieser Bewegung, den Tod dem feigen Absetzen oder gar einer Kapitulation vorgezogen habe.“

Diese „treueste Pflichterfüllung bis in den Tod“ solle künftig „zum Ehrbegriff des deutschen Offiziers gehören“.

### Zweiter Teil

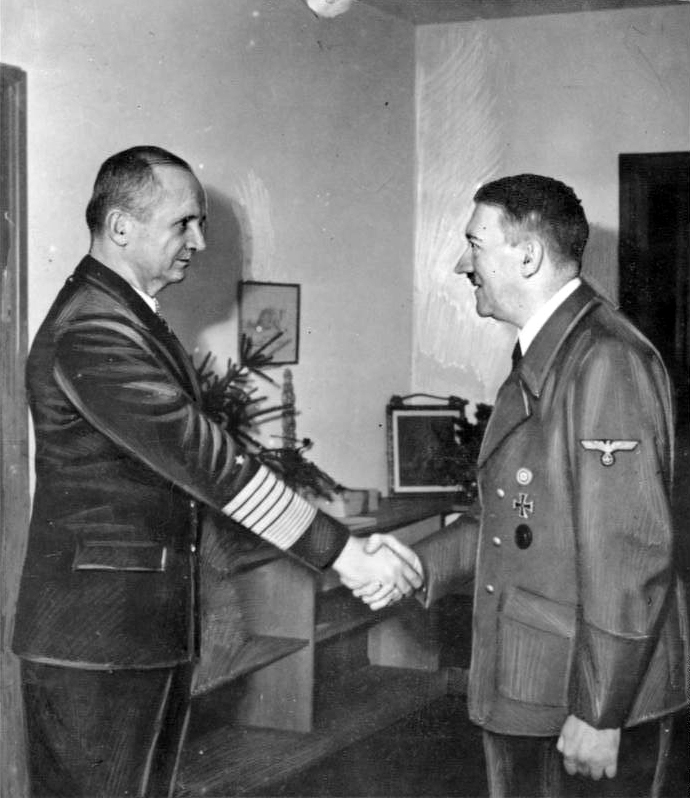
Hitler empfängt Karl Dönitz im Führerbunker (1945), stark nachbearbeitet

Im zweiten Teil setzte Hitler Hermann Göring und Heinrich Himmler von ihren Staats- und Regierungsämtern ab und schloss sie aus der NSDAP aus. Als Grund gab er an, dass sie ohne sein Wissen und seine Einwilligung mit den Alliierten geheim über einen Separatfrieden zu verhandeln versucht hatten. Zudem behauptete er, dass sie versucht hätten, „die Macht im Staate an sich zu reißen“. Dies habe „dem Lande und dem Volk unabsehbaren Schaden zugefügt, gänzlich abgesehen von der Treulosigkeit gegenüber meiner Person.“
Er bestimmte dann folgende Personen für die seinem Tod folgende geschäftsführende Reichsregierung:
| Amt | Person                                  |
| --- | --------------------------------------- |
| Reichspräsident, Kriegsminister, Oberster Befehlshaber der Wehrmacht, Oberbefehlshaber der Kriegsmarine | Karl Dönitz                             |
| Reichskanzler                                                                                           | Joseph Goebbels                         |
| Parteiminister                                                                                          | Martin Bormann                          |
| Außenminister                                                                                           | Arthur Seyß-Inquart                     |
| Innenminister                                                                                           | Paul Giesler                            |
| Oberbefehlshaber des Heeres                                                                             | Ferdinand Schörner                      |
| Oberbefehlshaber der Luftwaffe                                                                          | Robert von Greim                        |
| Reichsführer SS, Chef der Deutschen Polizei                                                             | Karl Hanke                              |
| Wirtschaft                                                                                              | Walther Funk                            |
| Landwirtschaft                                                                                          | Herbert Backe                           |
| Justiz                                                                                                  | Otto Georg Thierack                     |
| Kultus                                                                                                  | Gustav Adolf Scheel                     |
| Propaganda                                                                                              | Werner Naumann                          |
| Finanzen                                                                                                | Johann Ludwig Graf Schwerin von Krosigk |
| Arbeit                                                                                                  | Theo Hupfauer                           |
| Rüstung                                                                                                 | Karl-Otto Saur                          |
| Leiter der Deutschen Arbeitsfront, Mitglied des Reichskabinetts                                         | Robert Ley                              |

In den Folgepassagen forderte Hitler auch die im Führerbunker verbliebenen Personen auf, nicht mit ihm zu sterben, sondern anderswo weiterzukämpfen. Sie sollten die „Ehre der Nation“ als ewiges höchstes Gut über alle Eigeninteressen und Furcht stellen und sich bewusst bleiben, dass die „Aufgabe des Ausbaus eines nationalsozialistischen Staates die Arbeit kommender Jahrhunderte darstellt“. Zuletzt verlangte er von allen Deutschen, Nationalsozialisten und Soldaten der Wehrmacht, der von ihm eingesetzten Nachfolgeregierung „treu … bis in den Tod“ zu gehorchen, und schloss:

„Vor allem verpflichte ich die Führung der Nation und die Gefolgschaft zur peinlichen Einhaltung der Rassegesetze und zum unbarmherzigen Widerstand gegen den Weltvergifter aller Völker, das internationale Judentum.“

Außer Hitler selbst unterzeichneten Joseph Goebbels, Martin Bormann, Wilhelm Burgdorf und Hans Krebs das Dokument als Zeugen. Als Datum der Unterschriften ist der 29. April 1945 um 4:00 Uhr angegeben; ein Zusatz von Joseph Goebbels trägt den Zeitvermerk 5:30 Uhr.

### Zusatz von Goebbels
Goebbels erklärte in seinem schriftlichen Zusatz, er müsse seinem Führer erstmals den Gehorsam verweigern: „In dem Delirium von Verrat, das den Führer in diesen kritischsten Tagen des Krieges umgibt, muß es wenigstens einige geben, die bedingungslos und bis zum Tode zu ihm halten“. Dieses „Opfer“ solle andere durch „klare und verständliche Beispiele“ „inspirieren“:

„Aus diesem Grunde bringe ich mit meiner Frau und im Namen meiner Kinder, die zu jung sind, um sich selbst äußern zu können, die sich aber, wenn sie das nötige Alter dazu besäßen, vorbehaltlos dieser Entscheidung anschließen würden, meinen unverrückbaren Entschluß zum Ausdruck, die Reichshauptstadt, auch wenn sie fällt, nicht zu verlassen und eher an der Seite des Führers ein Leben zu beenden, das für mich persönlich keinen Wert mehr besitzt, wenn ich es nicht im Dienst für den Führer und an seiner Seite zum Einsatz bringen kann.“

## Folgen

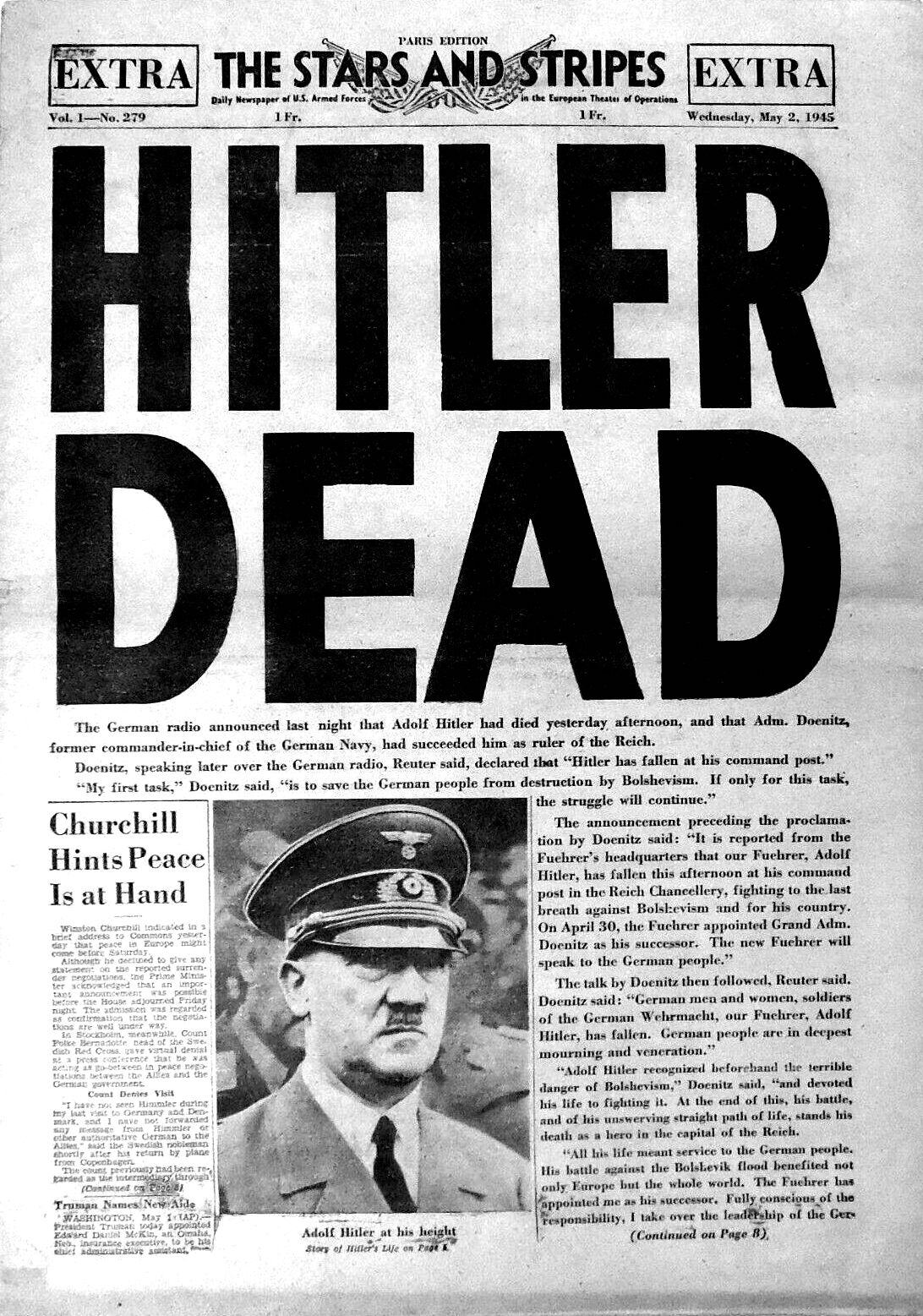
Titelzeile der US-Armee-Zeitung am 2. Mai 1945

### Nachfolgeregierung
Als Testamentsvollstrecker hatte Hitler Martin Bormann bestimmt. Dieser verlas nach Hitlers Suizid dessen privates und politisches Testament am 30. April 1945 gegen 17:00 Uhr für die im Führerbunker verbliebenen Personen. Abends sandte er an Karl Dönitz in Plön folgenden Funkspruch:

„Anstelle des bisherigen Reichsmarschalls Göring setzt der Führer Sie, Herr Großadmiral Dönitz, als seinen Nachfolger ein. Schriftliche Vollmacht unterwegs. Ab sofort sollen Sie sämtliche Maßnahmen verfügen, die sich aus der gegenwärtigen Lage ergeben. Bormann“

Hitlers Tod, seine Forderung nach unbedingtem Weiterkämpfen und die weiteren von ihm eingesetzten Personen verschwieg er. Gegen 7:40 Uhr am Morgen des 1. Mai 1945 setzte er einen zweiten Funkspruch an Dönitz ab, der diesen gegen 11:00 Uhr erreichte:

„Grossadm. Dönitz – Testament in Kraft. Ich werde so rasch wie möglich zu Ihnen kommen. Bis dahin meines Erachtens Veröffentlichung zurückzustellen – Bormann“

Kurz darauf sandte Goebbels an Dönitz einen letzten Funkspruch aus dem Führerbunker, in dem er Hitlers Tod und Todeszeitpunkt, allerdings nicht seinen Suizid bekannt gab. Er nannte seine, Bormanns und Seyß-Inquarts von Hitler vorgesehene Posten, teilte mit, an wen Hitler sein Testament geschickt habe, und ergänzte: „Reichsleiter Bormann versucht, noch heute zu Ihnen zu kommen, um Sie über Lage aufzuklären. Form und Zeitpunkt der Bekanntgabe an Öffentlichkeit und Truppe bleibt Ihnen überlassen. Eingang bestätigen. gez.: Goebbels – Bormann.“
Bormann verließ den Führerbunker am 1. Mai wie befohlen. Beim Lehrter Bahnhof wurde er von sowjetischen Soldaten gestoppt und tötete sich durch Einnahme einer Giftkapsel. Goebbels versuchte am 1. Mai gegen Hitlers testamentarische Anordnung noch vergeblich, mit den Sowjets eine Teilkapitulation auszuhandeln. Am Abend vergifteten er und seine Frau zunächst ihre sechs Kinder und töteten sich gegen 20:30 Uhr dann selbst. Auch die Testamentszeugen Wilhelm Burgdorf und Hans Krebs töteten sich am Nachmittag des 1. Mai 1945.
Nach Bormanns erstem Funkspruch, der Hitlers Tod verschwiegen hatte, bedankte sich Dönitz telegrafisch bei Hitler und versprach, alles für seine Entsetzung zu tun. Er wolle den Krieg so zu Ende führen, „wie es der einmalige Heldenkampf des deutschen Volkes verlangt.“ Er setzte ein Nachfolgekabinett nach eigenem Ermessen ein. Seit dem Nürnberger Prozess 1946 behauptete Dönitz, er habe angenommen, dass auch Hitler kapitulieren wollte, und erst nachträglich aus seinem Testament das Gegenteil erfahren. Das halten Historiker jedoch für eine Legendenbildung, da Dönitz Hitlers Willen zur Fortsetzung des Kampfes auch ohne Kenntnis des Testamentwortlauts kannte und befolgte, solange er nicht von Hitlers Tod überzeugt war.
In einer Rundfunkansprache am Abend des 1. Mai gab Dönitz den Deutschen Hitlers Tod und seine Ernennung zum Staatspräsidenten bekannt. Da Hitler das Amt des „Führers“ auf Lebenszeit an seine Person gebunden und die darin vereinigten Ämter des Reichspräsidenten und Reichskanzlers testamentarisch wieder voneinander getrennt hatte, musste Dönitz in den noch kämpfenden Teilen der Wehrmacht mit Illoyalität rechnen. Zudem hatte Hitler Artikel 51 (Notstand) der Weimarer Verfassung nicht herangezogen und das Staatspräsidentenamt nicht persönlich übergeben. Hermann Göring beanspruchte trotz des testamentarischen Parteiausschlusses durch Hitler weiter eine Führungsrolle. Deshalb betonte Dönitz in seiner Rundfunkansprache, der gegenüber Hitler geleistete soldatische Treueid sei nunmehr ihm gegenüber gültig. Ferner behauptete er, Göring habe selbst um seine Entlassung gebeten. Zudem beabsichtigte er ab dem 2. Mai, Goebbels und Bormann verhaften zu lassen, falls sie Plön erreicht hätten.
Dönitz betrachtete das politische Testament Hitlers also nach nationalsozialistischer Rechtsauffassung formal als gültigen, nicht hinterfragbaren „Führererlass“. Tatsächlich missachtete er jedoch Hitlers letzten Willen, indem er das neue Kabinett eigenmächtig besetzte, eine Teilkapitulation anstrebte und seine Amtszeit bis zu dem Zeitpunkt begrenzte, an dem das deutsche Volk seinen Willen zur Bestellung eines Staatsoberhaupts zum Ausdruck bringen könne. Damit bezog er sich implizit auf Artikel 41 Absatz 1 der Weimarer Reichsverfassung, der eine Wahl des Staatsoberhaupts „vom ganzen deutschen Volke“ verlangte. Die Alliierten erkannten Dönitz bis zum 8. Mai 1945 pragmatisch als Oberbefehlshaber der Wehrmacht und somit Verhandlungspartner für die bedingungslose Kapitulation der Wehrmacht an, bestritten danach jedoch seine Autorität als Reichspräsident, weil er diese nur auf Kopien von Funksprüchen stützen konnte. Daraufhin bescheinigte ein von nationalsozialistischen Juristen erstelltes Gutachten Dönitz am 16. Mai 1945 mit Bezug auf Hitlers letzten Willen „einwandfreie Legitimität als Staatsoberhaupt“. Folgerichtig protestierte der am 23. Mai festgenommene Dönitz am 7. Juli 1945 schriftlich gegen seine Amtsenthebung und bestand darauf, dass seine Regierung völkerrechtlich fortbestehe. Der Internationale Militärgerichtshof behandelte Dönitz im ersten Nürnberger Prozess gemäß seiner faktischen Machtausübung bis zum 8. Mai 1945 als Rechtsnachfolger Hitlers und machte ihn somit auch für das Verbrechen eines Angriffskrieges verantwortlich. Für die meisten Deutschen war Hitlers testamentarische Nachfolgeregelung aber ohne Belang, da der größte Teil des Reichsgebiets bereits von den Truppen der Alliierten besetzt war.

### Weg der Originale
Hitlers Sekretärin Traudl Junge hatte das politische Testament dreifach ausfertigen müssen. Als Kuriere hatte Hitler seinen Adjutanten Nicolaus von Below sowie den Vertreter des deutschen Nachrichtenbüros Heinz Lorenz und den SS-Standartenführer Wilhelm Zander bestimmt. Sie sollten je ein Exemplar persönlich an Karl Dönitz nach Plön, an Ferdinand Schörner nach Prag und an die NSDAP-Parteizentrale nach München überbringen.
Below, Lorenz, der Empfänger Schörner und ein Vertrauter Zanders, dem er das ihm anvertraute Exemplar übergeben hatte, wurden – nach Angaben des Instituts für Zeitgeschichte im Jahr 2003 – bis zum Frühjahr 1946 von den Alliierten gefangen genommen; dabei wurden mindestens zwei der drei Exemplare sichergestellt. Nach neueren Angaben wurden alle drei Exemplare von den Alliierten kurz nach Kriegsende entdeckt und beschlagnahmt.
Herman Rothman, der 1939 als verfolgter Jude aus Deutschland nach Großbritannien geflohen war und als britischer Soldat gegen das NS-Regime gekämpft hatte, fand bei Verhören deutscher Kriegsgefangener die in die Jacke von Lorenz eingenähten Originale beider Hitlertestamente. Er erhielt den Auftrag, sie unter höchster Geheimhaltung ins Englische zu übersetzen. Später befragte er den Polizeiwachmann Hermann Karnau als Augenzeugen der Vorgänge im Führerbunker nach den Umständen des Todes Hitlers. Rothman beschrieb seine Entdeckung und Karnaus Aussagen 2009 in einem Buch. Drei Seiten eines der Originale sind im Imperial War Museum in London ausgestellt, darunter die erste mit den Absetzungen und die letzte Seite mit den Unterschriften der Zeugen. Das von Zander transportierte Exemplar befindet sich im Nationalarchiv der USA in Washington, D.C.

## Rezeption

### Rhetorische Selbststilisierung

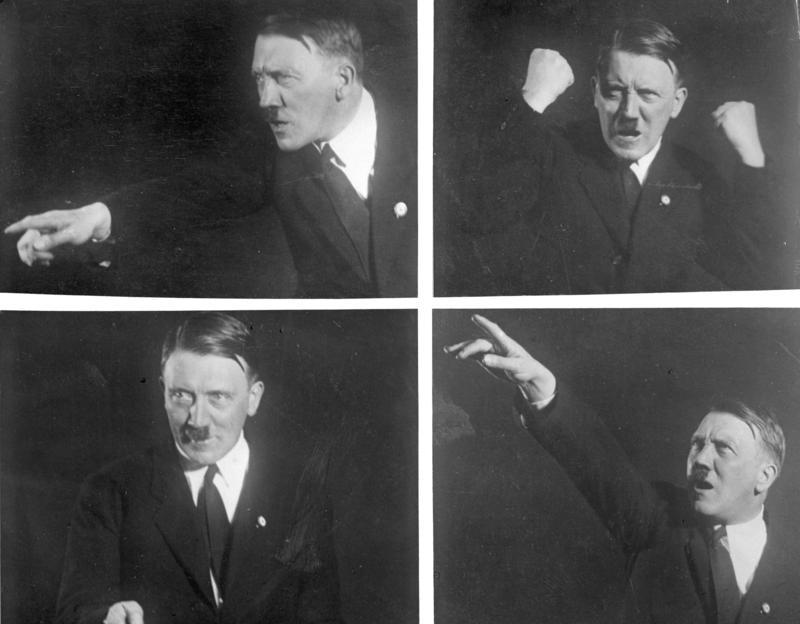
Hitler übt Rednerposen (Atelierfotos, 1927)

Hitlers „politisches Testament“ enthält Ausdrücke und Wendungen, die in vielen seiner Reden vorkamen und somit für seine Rhetorik typisch waren:
- eine historisch erstmalige, übermenschliche Last, die ihm auferlegt worden sei,
- das heldenhafte Selbstopfer im Dienst der Nation,
- der eigene (freiwillige) Tod als Teilnahme am Schicksal des (unfreiwilligen) Todes gefallener Krieger,
- der Tod des Führers als Anreiz zum letzten Widerstand,
- als Same der Wiedergeburt und künftigen, dann endgültigen Vollendung der eigenen Vision,
- als zeitlich unbegrenzte Verpflichtung zu deren Verwirklichung, besonders zur Vernichtung des ewigen Feindes (der Juden).

Diese Rhetorik gilt ebenso wie Hitlers letzter Durchhalteappell an die deutschen Wehrmachtssoldaten vom 16. April 1945 als Teil einer absichtsvollen „heroischen Inszenierung“ und „Legendenbildung“. Marcel Atze betont, „daß für das Fortleben des Helden ein gut inszenierter und nach außen dargestellter Tod von eminenter Bedeutung war“:

„Unsterblichkeit um jeden Preis war Hitlers Ziel. […] Den allen Blicken entzogenen Tod im Bunker kann man als letzte bewußte Aktion der NS-Mythenmacher betrachten. Er sollte als Höhepunkt von Hitlers Erlöserschaffen, als Selbstopfer, aufgefaßt und tradiert werden.“

Hitler habe das im Neuen Testament überlieferte Selbstopfer Jesu Christi zur Stilisierung seines Todes verwendet, um so seinem Sterben ebenso wie zuvor seinem Leben messianische Züge zu verleihen. Auch seine Anhänger hätten seinen Tod als „krönenden Abschluss“ seines als Gottmensch stilisierten Lebens dargestellt, um so den Führerkult auch posthum zu stabilisieren:

„Die, mit Fest, ‘Strategie des grandiosen Untergangs’ sollte das Sterben so inszenieren, dass Hitler künftig verherrlicht werden konnte. […] Sein Tod sollte die Niederlage als Erlösungstat glorifizieren, in einen Sieg verwandeln und letztlich dem Mythos zum unbegrenzten Weiterleben verhelfen. Das Bild vom kämpfend gefallenen Hitler war dafür die notwendige Bedingung.“

Marcel Atze verweist auf die Wehrmachtberichte vom 1. und 2. Mai 1945, die Hitlers im politischen Testament formuliertes Selbstbild und Forderung übernahmen:
„Am Ende dieses seines Kampfes und seines unbeirrbaren, geraden Lebensweges steht sein Heldentod. Sein Leben war ein einziger Dienst für Deutschland… Von dem Willen beseelt, sein Volk und Europa… zu erretten, hat er sein Leben geopfert. Dieses Vorbild ‘getreu bis zum Tode’ ist für alle Soldaten verpflichtend.“
Hitler-Biograf Alan Bullock betont, dass Hitler seine Worte sorgfältig gewählt habe, um seinen Suizid als Vereinigung mit den für ihn sterbenden Soldaten und Pflichterfüllung bis zum Tod auszugeben. Jedoch hatte Hitler den Suizid von Soldaten und NSDAP-Amtsträgern oft als Feigheit und „Flucht aus der Verantwortung“ verdammt, so noch am 21. April 1945, nachdem er vom Suizid des Oberbürgermeisters von Leipzig erfuhr. Für Helmuth Weidling, den Kampfkommandanten der Truppen zur Verteidigung Berlins, war die Lüge des angeblichen Heldentods daher offenkundig. Er entband seine Soldaten sofort nach der Nachricht von Hitlers Suizid von ihrem Treueid: „Am 30. April 45 hat sich der Führer selbst entleibt und damit uns, die wir ihm Treue geschworen hatten, im Stich gelassen.“
Hitlers häufige rhetorische Bezüge und Anspielungen auf Ausdrücke, Themen und Episoden der Bibel sind oft beobachtet und analysiert worden. Die religiöse Selbstverklärung in eine Messiasrolle diente dazu, den seit 1920 propagandistisch erzeugten Führerkult zu etablieren. Damit versuchte Hitler, die Deutschen über seinen Tod hinaus an sich und seine politisch-ideologischen Ziele zu binden.
Der österreichische Historiker Werner Telesko erklärt diesen Versuch aus einer „apokalyptischen Geschichtsauffassung, deren Kern das Verlangen darstellte, die eigene Historie – im Sinne des beanspruchten Ewigkeitswertes – in der ‘Memoria’ der Nachwelt zu verankern, sich somit ständig als das notwendige ‘Ende’ der Geschichte, die nun keine Steigerung oder Erweiterung mehr dulden könne, zu präsentieren […] Zu dieser Anschauung gehört notwendigerweise die Selbststilisierung über den Tod hinaus, nachweisbar etwa in Hitlers Testamenten – Verkörperungen eines grenzenlosen Wahns, im Bewußtsein der Nachwelt nur irgendwie bestehen bleiben zu müssen.“
Schon Hitlers Sekretärin Traudl Junge bemerkte in ihren Erinnerungen, Hitler habe mit dieser Rhetorik die Erwartung seiner Bediensteten, als letztes Wort ein Schuldbekenntnis oder zumindest eine wahrheitsgemäße Erklärung seiner Geschichte zu geben, enttäuscht:

„Teilnahmslos, fast mechanisch spricht der Führer Erklärungen, Anklagen und Forderungen aus, die ich, die das deutsche Volk und die ganze Welt kennen.“

### Aussagen zur Judenvernichtung
Hitlers „politisches Testament“ wird in der Holocaustforschung aufgrund seiner Aussagen über Juden als Dokument des Holocaust eingeordnet. Es gilt als Beleg für die Konsistenz des Judenhasses Hitlers von 1919 bis zu seinem Tod 1945. So betonte etwa Ernst Nolte, dass Hitlers letzter Satz „dem Sinne nach ganz so in jenem ersten Dokument seiner politischen Tätigkeit, dem Brief an Gemlich, stehen könnte. Ein Vierteljahrhundert war vergangen, voll der ungeheuersten Ereignisse, von denen eines der jüngsten den Namen Auschwitz trug: Adolf Hitler war unverändert geblieben.“
Gerald Fleming sah in dem Testament Hitlers letzten Versuch, die Deutschen an einen ewigen Judenhass zu binden. Klaus Hildebrand betonte:

„Die Vernichtung der Juden war das zentrale Ziel seiner Politik, das schon zu Beginn seiner Karriere feststand, als er am 16. September 1919 ‚unverrückbar die Entfernung der Juden überhaupt‘ forderte, und das ihn bis zum letzten Satz seines Testaments vom 29. April 1945 begleitete, in dem er seine ‚Gefolgschaft… zum unbarmherzigen Widerstand gegen den Weltvergifter aller Völker, das internationale Judentum‘ aufrief.“

David Bankier deutet Hitlers Rückbezug auf seine Rede im Reichstag am 30. Januar 1939 als Teil einer rhetorischen Strategie: Hitler und Goebbels hätten die Judenvernichtung einerseits offen angekündigt, andererseits aber durch Vermeiden aller Detailangaben absichtlich verschleiert. Damit hätten sie getestet, wie weit die Deutschen dabei mitmachen würden, sie spekulieren lassen, was wirklich geschah und so als Mitwisser in Mithaftung genommen. Hitler habe den Holocaust als Folge des Weltkriegs bewusst in Form einer Prophezeiung angekündigt, um ihn als objektives, gleichsam determiniertes Geschehen darzustellen und so jede moralische Verantwortung dafür zu neutralisieren. Im Vollzug des Holocaust habe diese Rhetorik dann als rückblickendes Alibi gedient: Was geschehen sei, sei ja ohne kriminelle Absicht vorhergesagt gewesen.
Das Dokument wurde im Streit der NS-Forschung zwischen Intentionalisten und Funktionalisten diskutiert. Martin Broszat und Hans Mommsen zufolge hat Hitler den Holocaust nicht ausdrücklich befohlen. Er spielte, so Mommsen, dabei „die Rolle des Antreibers und Scharfmachers, ohne sich durch eine eindeutige Befehlsgebung vor der Nachwelt zu binden.“ Fraglich sei, „ob sich Hitler über die realen Folgen seiner Vernichtungsdiskurse Rechenschaft abgelegt hat, wenngleich es an Informationen im einzelnen nicht fehlte.“ In einem früheren Aufsatz meinte Mommsen, Hitler habe die realen Konsequenzen der Judenvernichtung „nicht wahrzunehmen oder zu verdrängen“ versucht.
Dagegen ziehen Historiker, die Hitlers Antisemitismus als entscheidende Ursache seines Handelns bewerten und Hitlers zentrale Rolle für die Entscheidung zum Holocaust, dessen Planung und Durchführung betonen, dafür auch sein politisches Testament heran. Für Shlomo Aronson widerlegen Hitlers letzte Aussagen zu Juden Erklärungsmodelle, die den Holocaust nur als Mittel für weitergehende imperial-rassistische Ziele der Nationalsozialisten und ersten Schritt ihrer Realisierung einordnen. Ian Kershaw betonte, Hitlers Aussage, er habe die Judenvernichtung wie 1939 angekündigt durchgeführt, sei „eine Schlüsselstelle, ein indirekter Hinweis auf die Endlösung“. Saul Friedländer verwies auf Exekutionsbefehle Hitlers und von ihm angeforderte und erhaltene Berichte von SS-Massenmorden an sowjetischen Juden:

„Wenn Hitler […] das Wissen um die Vernichtung der Juden verdrängte oder ihm aus psychologischen Gründen auswich, dann fragt man sich doch, warum er in seiner letzten politischen Erklärung, seinem Testament vom 29. April 1945, geschrieben am Vorabend seines Todes, sich mit eben dieser Vernichtung der Juden brüstete und sie als den größten Dienst hinstellte, den der Nationalsozialismus der Menschheit erwiesen habe.“

Das Dokument fasse trotz seiner chaotischen Entstehungsumstände nur „die für Hitler allerwichtigsten Dogmen seines Glaubens“ zusammen. Deshalb habe er die jüdischen Opfer für ihre Vernichtung verantwortlich gemacht, Dönitz nur zum Reichspräsidenten ernannt, nicht zum „Führer“, und die Soldaten der Wehrmacht, nicht aber seine Parteigenossen angeredet. Das Reich habe er wegen dessen Zerstörung, die NSDAP wegen der vielen „Verräter“ in der Schlusspassage nicht mehr erwähnt. Von der „Vorsehung“ habe er wegen der Kriegsniederlage und seiner Suizidabsicht nicht mehr geredet. Überraschend sei nur, dass er auch den „Bolschewismus“ hier nicht mehr genannt habe. Wahrscheinlich habe er sich zuletzt nur noch darauf konzentriert, seine Verantwortung für die Kriegsniederlage und den Holocaust auf die Juden abzuwälzen, um so eine „Wiedergeburt“ des Nationalsozialismus nach seinem Tod anzubahnen.
Der Hinweis auf angeblich „humanere“ Vernichtungsmittel gilt als zynische Umschreibung der Vergasung der Juden in den Vernichtungslagern. Der israelische Historiker Robert S. Wistrich sah in Hitlers Rechtfertigung der Judenvernichtung als angebliche Reaktion auf den Weltkrieg und „humanere“ Bekämpfung von Kriegsgegnern den Beginn der Holocaustleugnung, setzte also ebenfalls Hitlers Wissen vom Holocaust voraus.
Christian Goeschel stellt Hitlers politisches Testament in den Rahmen einer am Kriegsende verbreiteten beispiellosen Suizidwelle von zahlreichen hohen und tausenden mittleren NS-Funktionären, die sich so auch ihrer Verantwortung entzogen. Es sei das beste Beispiel für ihre vier wichtigsten Suizidmotive: den zerstörerischen gewaltsamen Kern der NS-Ideologie, die Ablehnung der alliierten Gerichtsbarkeit, den Versuch, über das eigene Sterben selbst zu entscheiden sowie den Versuch, das Geschichtsbild der Nachwelt durch einen besonders dramatischen Abgang zu bestimmen. Hitlers Testament dokumentiere in äußerst stilisierter Form letztmals seinen fanatischen Antisemitismus und seine Schuldverschiebung, indem er „das Judentum“ für Krieg und Leid verantwortlich mache und gleichzeitig Freude über die selbstverursachte Vernichtung ausdrücke.
Hermann Lübbe sieht Hitlers politisches Testament als unüberbietbares Beispiel der NS-Ideologie. Diese habe aus dem Dogma des Rassenkampfes als Gesetzmäßigkeit der Weltgeschichte eine absolute Pflicht zum Völkermord abgeleitet. Dieses Werturteil habe alle individuellen, pragmatischen und zweckrationalen Überlegungen dominiert. Die „Selbstverschaffung eines guten Gewissens durch Orientierung an den ideologisch gewiesenen höheren Zwecken“ sei nicht die einzige, aber eine notwendige Bedingung für die nationalsozialistische Völkermordpolitik gewesen. Deshalb habe Hitler nach dem Scheitern all seiner politischen Ziele (Großdeutschland, Vernichtung der Sowjetunion und „Endsieg“) umso stärker das „Bewusstsein des höheren Rechts der eigenen Sache“ festgehalten. Nur so lasse sich der wegen seiner Irrealität „gespenstische“ Schlusssatz des politischen Testaments begreifen.
Mark Weitzman, Antisemitismusforscher und Vertreter des Simon Wiesenthal Centers, sieht in den Schlussaussagen des Testaments einen befehlsartigen Auftrag, „sich für die hier als jüdischen Sieg beschriebene historische Schmach zu rächen“. Dieser Befehl sei im globalen Rechtsextremismus historisch wirksam geworden. Dessen ideologische Konstante, der radikale Antisemitismus, sei seit der Globalisierung und gerade wegen der Niederlage des Nationalsozialismus und der Gründung des Staates Israel 1948 heute womöglich stärker als je zuvor.

### Aussagen zur Nachfolgeregierung
Während Historiker Hitlers testamentarischen Aussagen zu Juden erhebliche Aussagekraft zumessen, bezweifeln sie, ob er seinen Nachfolgebefehlen im zweiten Teil „mehr als nur deklamatorische Bedeutung beigemessen hat“. Denn die von ihm ernannte Nachfolgeregierung konnte in der damaligen Kriegslage kaum zusammentreten: Bormann und der in Breslau eingeschlossene Hanke hatten kaum Chancen, Dönitz in Schleswig-Holstein zu erreichen, und Goebbels hatte Hitler seine Suizidabsicht deutlich gemacht. Hitlers Anweisung zum unbedingten Weiterkämpfen war weder mit seinem Wissen vom Standort und Vorrücken der Alliierten noch mit seiner Übergabe der Befehlsgewalt an Dönitz vereinbar und somit nicht mehr durchsetzbar.
Im Anschluss an seine Eigensicht wird Dönitz im deutschen Rechtsextremismus traditionell als „einziger rechtmäßiger Nachfolger Hitlers“ bezeichnet, dessen Regierung anders als die Wehrmacht nie kapituliert habe. Damit wird die Bundesrepublik Deutschland als illegaler, von außen aufgezwungener Staat dargestellt, gegen dessen Institutionen man ein Widerstandsrecht besitze. Dönitz selbst förderte diese Haltung 1972 durch Briefwechsel mit dem Rechtsextremisten Manfred Roeder, der sich auf ihn berief und zeitweise als sein und Hitlers legitimer Nachfolger ausgab.
Dirk Nolte behauptete 1989 eine verfassungsrechtliche Bedeutung des politischen Testaments Hitlers: „Nach damaligem Rechtsverständnis“ sei Hitlers Ernennung von Dönitz legal gewesen, da der vom Volk gewählte Reichstag Hitler die allumfassende Staatsgewalt gesetzlich übertragen habe und andere führende Nationalsozialisten wie Heinrich Himmler Dönitz anerkannt hätten. Thomas Moritz und Reinhard Neubauer kritisierten, dass Noltes Argumentation einen nationalsozialistischen Rechtspositivismus fortsetze, und erinnerten daran, dass schon das Ermächtigungsgesetz vom 24. März 1933 die Weimarer Verfassung durchbrochen hatte: Deren Artikel 76 verlangte für legale Verfassungsänderungen eine Zweidrittelmehrheit der gesetzlich gewählten und anwesenden Abgeordneten des Reichstags. Diese Mehrheit erreichten die Nationalsozialisten aber nur durch massiven, rechtswidrigen Terror gegen solche Abgeordnete. Ferner setzte das Ermächtigungsgesetz die Verfassungsprinzipien der Gewaltenteilung und Rechtsstaatlichkeit außer Kraft. Somit sei Hitlers Regentschaft fortan auch nach den Maßstäben der Weimarer Verfassung illegal gewesen und könne keinerlei juristische Kontinuitäten begründen.

### Literarische Verarbeitungen

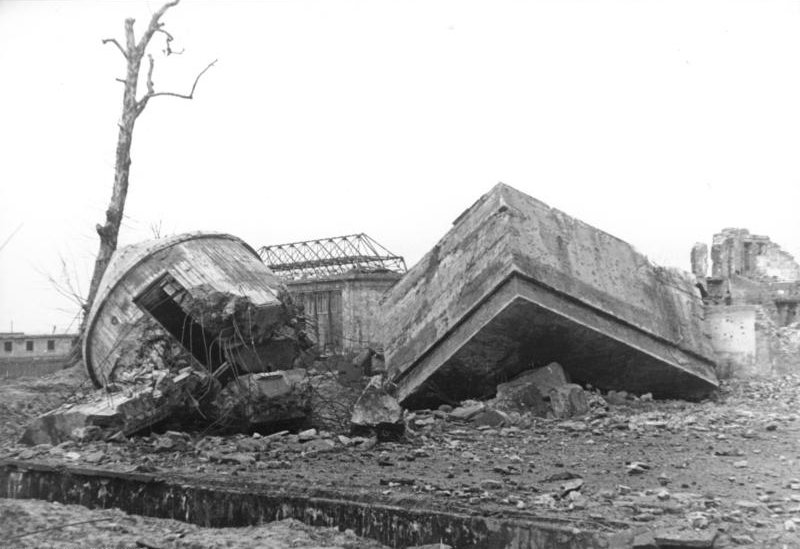
Gesprengter Führerbunker (1947)

Deutsche Autoren haben den im politischen Testament ausgedrückten Willen zur Verewigung des Führerkultes und Wiedergeburt des Nationalsozialismus seit 1945 entschieden bekämpft. Mittel dazu war etwa der literarische Realismus, „den Tod des Helden als das darzustellen, was er war: ein erbärmliches Verrecken im Versteck.“
Bruno Brehm, der Hitler früher verehrt hatte, hob 1961 den Widerspruch zwischen Hitlers angeblichem Heldentod und seinem Suizid hervor:

„So endete der Mann, der namenloses Unheil über die Welt gebracht hat. Nicht den Soldatentod wählte er, den er Millionen Deutschen abverlangte, sondern den Selbstmord des Verantwortungslosen.“

Er verwies auf Hitlers von Carl Hilpert überlieferte Aussage, das deutsche Volk sei „meiner nicht würdig“, und verband damit die Hoffnung, dass diese Aussage und Hitlers Suizid den Deutschen die Augen öffnen werde. Diese Form der Distanzierung von Hitlers politischem Testament war bei früheren Hitlerverehrern verbreitet.
Eine weitere literarische Form, den Führerkult zu zerstören, war eine naturalistische, detailliert-überzeichnete Beschreibung von Hitlers Leichenverbrennung. Damit traten Autoren wie Josef Einwanger oder Marcel Beyer Legenden entgegen, Hitlers Leiche sei nie gefunden worden und er habe heimlich irgendwo überlebt. Viele Autoren stellen Hitler als fiktive Figur dar, die als seine eigene Karikatur weiterlebt: etwa Herbert Rosendorfer, Deutsche Suite (1972), Günter Kunert, Hitler lebt (1987), Christoph Brumme, Hitler (1996) oder Bernhard Setzwein, Buch der sieben Gerechten (1999). Andere benutzen das Mittel der Konjekturalhistorie (was wäre geschehen, wenn Hitler weitergelebt hätte) analysierend und warnend, indem sie eine Welt nach vollendeter „Endlösung der Judenfrage“ und verwirklichtem Generalplan Ost beschreiben: so Otto Basil, Wenn das der Führer wüßte (1966); Helmut Heißenbüttel, Wenn Adolf Hitler den Krieg nicht gewonnen hätte (1979); in Reaktion darauf Ralph Giordano: Wenn Hitler den Krieg gewonnen hätte (1992).
Der Dramatiker Heiner Müller verarbeitete die Rhetorik des „politischen Testaments“ in seinem Werk Germania 3 Gespenster am toten Mann (1995) als groteske Parodie.